# Bitwa pod Kockiem (1920)
Bitwa pod Kockiem – bitwa stoczona w dniach 14–16 sierpnia 1920 roku podczas wojny polsko–bolszewickiej w ramach Bitwy Warszawskiej.
Do walk pod Kockiem doszło w związku z początkowym zamiarem dowództwa polskiego, by utrzymać w rejonie Kocka przyczółek na północnym brzegu Wieprza. W nocy z 14 na 15 sierpnia pozycje polskie pod Kockiem zaatakowała sowiecka 170 Brygada Piechoty. Pod jej naciskiem wojska polskie opuściły Kock i wycofały się na południowy brzeg Wieprza. W ramach polskiego przeciwuderzenia dowodzona przez generała Andrzeja Galicę 21 Dywizja Piechoty Górskiej po kilkugodzinnej walce odzyskała Kock rankiem 16 sierpnia.